# Козьяков, Николай Дмитриевич
Николай Дмитриевич Козьяков (1919—1943) — гвардии капитан Рабоче-крестьянской Красной Армии, участник Великой Отечественной войны, Герой Советского Союза (1944).

## Биография
Родился в 1919 году в селе Чернава (ныне — Измалковский район Липецкой области). Получил среднее образование. В 1939 году был призван на службу в Рабоче-крестьянскую Красную Армию. Участвовал в боях советско-финской войны. С 1941 года — на фронтах Великой Отечественной войны. К июлю 1943 года гвардии капитан Николай Козьяков был заместителем по политической части командира батальона 9-го гвардейского воздушно-десантного полка 4-й гвардейской воздушно-десантной дивизии 13-й армии Центрального фронта. Отличился во время битвы на Курской дуге.
10 июля 1943 года во время боя за село Поныри в Курской области поднял одну из рот батальона в атаку, захватив северную окраину села и закрепившись там. Противник предпринял ряд контратак, но все они были отбиты. Немецкие войска потеряли здесь около батальона пехоты. В это же том бою погиб. Похоронен в Понырях.
Указом Президиума Верховного Совета СССР «О присвоении звания Героя Советского Союза генералам, офицерскому, сержантскому и рядовому составу Красной Армии» от 10 января 1944 года за «образцовое выполнение боевых заданий командования на фронте борьбы с немецко-фашистскими захватчиками и проявленные при этом отвагу и геройство» был удостоен посмертно высокого звания Героя Советского Союза. Также был награждён орденами Ленина и Красного Знамени, рядом медалей.
Память
Раздел экспозиции Историко-мемориального музея Курской битвы в Понырях посвящён Николаю Козьякову.